# Catedral de Pisa
La catedral de Santa María Asunta (en italiano: Cattedrale Metropolitana Primaziale di Santa Maria Assunta; Duomo di Pisa), en el centro de la Piazza dei Miracoli es una catedral católica medieval dedicada a la Asunción de la Virgen, sede episcopal de la ciudad italiana de Pisa. Obra representativa del arte románico, en particular del románico pisano, muestra el testimonio tangible del prestigio y de la riqueza alcanzados por la república marinera de Pisa en el momento de su apogeo.
En 1987, el conjunto patrimonial de la plaza fue declarado Patrimonio de la Humanidad por la Unesco.

## Historia
Fue iniciada en 1063 (1064 según el calendario pisano de la época) por el arquitecto Buscheto, y los costes se pagaron usando el botín recibido luchando contra los musulmanes en Sicilia en 1063. Se fundieron en ella elementos estilísticos diversos, clásicos, lombardo-emilianos, bizantinos y en particular islámicos para probar la presencia internacional de los mercaderes pisanos de aquellos tiempos. En el mismo año se iniciaba también la reconstrucción de la Basílica de San Marcos en Venecia, por lo que puede colegirse que también hubo cierta rivalidad entre las dos repúblicas marítimas para crear el lugar de culto más bello y suntuoso.
La iglesia se construyó fuera de las murallas medievales de Pisa, para demostrar que no tenían miedo de ser atacados.[cita requerida] La zona elegida ya había sido usada en la época lombarda como una necrópolis y al principio del siglo XI se erigió aquí una iglesia, pero nunca se terminó, que iba a llamarse Santa Maria.[cita requerida] La gran iglesia nueva de Buscheto inicialmente fue llamada Santa Maria Maggiore hasta que fue oficialmente nombrada como Santa Maria Assunta.[cita requerida]
En 1092 la catedral fue declarada iglesia primada, habiendo recibido el arzobispo Dagoberto el título de primado por el papa Urbano II. La catedral fue consagrada en 1118 por el papa Gelasio II, que pertenecía al grupo pisano de los Gaetani (o Caetani), condes de Terriccio y d'Oriseo, familia poderosa tanto en Pisa como en Roma.
Ya en la primera mitad del siglo XII, poco después de consagrarse, el templo fue ampliado bajo la dirección del arquitecto Rainaldo, quien incrementó la longitud de la nave añadiendo tres tramos coherentes con el estilo original de Buscheto, agrandó el transepto y planeó una nueva fachada (la actual), concluida por su grupo de maestros guiados por los escultores Guglielmo y Biduino.
La fecha exacta de la obra no queda clara: según algunos, la obra se realizó justo después de la muerte de Buscheto alrededor del año 1100, aunque otros dicen que se hizo más próximo a 1140. En cualquier caso, la obra estaba terminada en 1180, como documenta la fecha escrita en los llamadores de bronce realizados por Bonanno Pisano y que se encuentran en la puerta principal.
El aspecto actual del complejo edificio es el resultado de repetidas campañas de restauración que se sucedieron en diversas épocas. Las primeras intervenciones radicales se realizaron tras el incendio de 1595, después del cual el tejado fue reemplazado y se elaboraron las tres puertas de bronce de la fachada, obra de escultores de la escuela de Giambologna, entre los cuales estuvieron Gasparo Mola y Pietro Tacca. A partir del siglo XVIII se inició el progresivo revestimiento de las paredes internas con grandes pinturas en tela, los quadrones con Historias de beatos y santos pisanos, realizados por los principales artistas de la época gracias a la iniciativa de algunos ciudadanos que se financiaron creando una actividad comercial para el efecto.
Hubo posteriores intervenciones durante el siglo XIX e incluyeron modificaciones tanto internas como externas, que en muchos casos, por ejemplo para las esculturas de la fachada, fueron sustituidas por copias (los originales están en el museo).
Otras intervenciones destacadas incluyen: el desmantelamiento del púlpito de Giovanni Pisano entre 1599 y 1601 que solo en 1926 fue montado de nuevo y devuelto a la catedral (faltando algunas de las piezas originales, incluyendo la escalera); y el desmantelamiento del monumento a Enrique VII realizado por Lupo di Francesco que se encontraba en frente de la puerta de San Ranieri y más tarde sustituido por una versión simbólica, más simple.

## Descripción
Al inicio, el edificio tenía planta de cruz griega y la cúpula sobre el cruce de ambos brazos. Hoy tiene planta de cruz latina con cinco naves, una central que estaba flanqueada a cada lado con naves laterales, con el ábside y los transeptos de tres naves. El interior sugiere un efecto espacial gracias al uso de arcos lanceolados alzados, las capas alternantes de mármol blanco y negro, y la cúpula elíptica, inspirada en la arquitectura islámica. La presencia de dos matroneos alzados en la nave, con sus columnas de granito monolíticas, sólidas, es un claro signo de influencia bizantina. Buscheto daba la bienvenida a influencias islámicas y armenias.

### Exterior
La riquísima decoración exterior comprende mármoles multicolores, mosaicos y numerosos objetos de bronce provenientes del botín de guerra, entre los cuales está el Grifo usado como parte del techo, que fue tomado en Palermo en 1061 y más tarde colocado en la parte oriental del tejado. A principios del siglo XIX la escultura original, que puede verse ahora en el museo de la catedral, fue quitada del tejado y reemplazada por una copia.
Los altos arcos de perfil agudo hacen referencia a influencias musulmanas y del sur de Italia. Los arcos ciegos con formas romboidales recuerdan a estructuras similares en Armenia. La fachada de mármol gris y blanco, decorada con incrustaciones de mármol coloreado fue edificada por el maestro Rainaldo. Sobre las tres puertas hay cuatro niveles de loggias divididas por cornisas con intarsia de mármol, detrás de los cuales se abren ventanas simples (monóforas), dobles (bíforas) o triples (tríforas).
Las pesadas puertas de bronce de la fachada se realizaron por diferentes artistas florentinos en el siglo XVII. Al contrario de lo que se puede pensar, desde el principio los fieles entraban en la catedral a través de la Puerta de San Raniero, encontrada en el transepto del mismo nombre, que está frente al campanario. Esto ocurrió así porque los nobles de la ciudad, que se acercaban a la catedral a través de la calle Santa María, se encontrarían precisamente en esta entrada. Esta puerta se fundió en torno al 1180 por Bonanno Pisano, y única que sobrevivió al incendio de 1595 que semidestruyó la nave, esta puerta fue transferida de su lugar original en la fachada precisamente tras el incendio.
La puerta de san Raniero está decorada con 24 esculturas en relieve de bronce mostrando historias del Nuevo Testamento. Esta puerta es una de las primeras producidas en Italia en la Edad Media, tras la importación de numerosos ejemplos de Constantinopla (a Amalfi, Salerno, Roma, Montecasino, Venecia, etc.) y puede admirarse una sensibilidad completamente occidental, que se separa de la tradición bizantina. Sobre las puertas hay cuatro filas de galerías abiertas, con la Virgen y el Niño en la cima y, en los ángulos, los cuatro evangelistas. La tumba de Buscheto se encuentra a la izquierda de la puerta norte de la fachada.

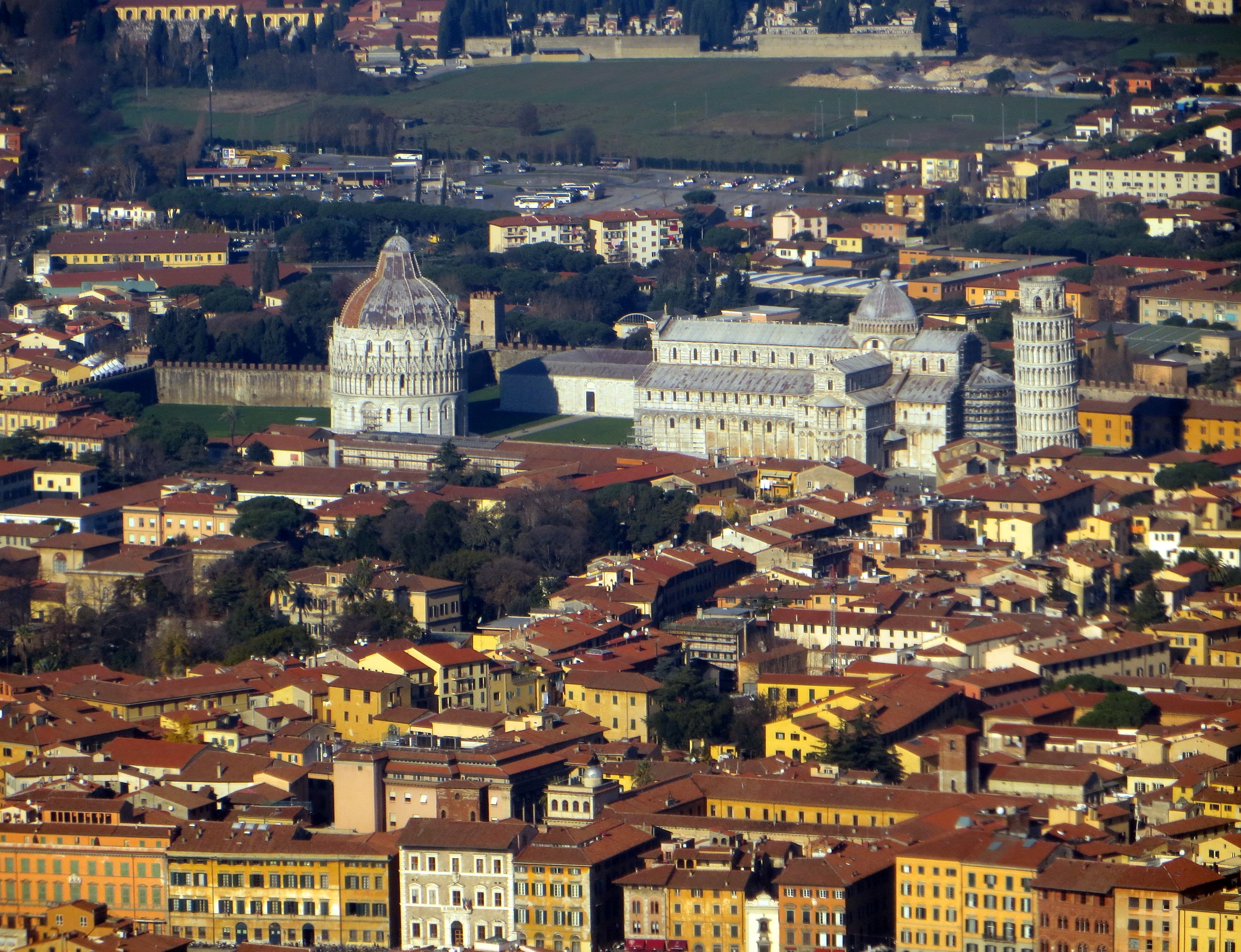
Vista aérea del complejo
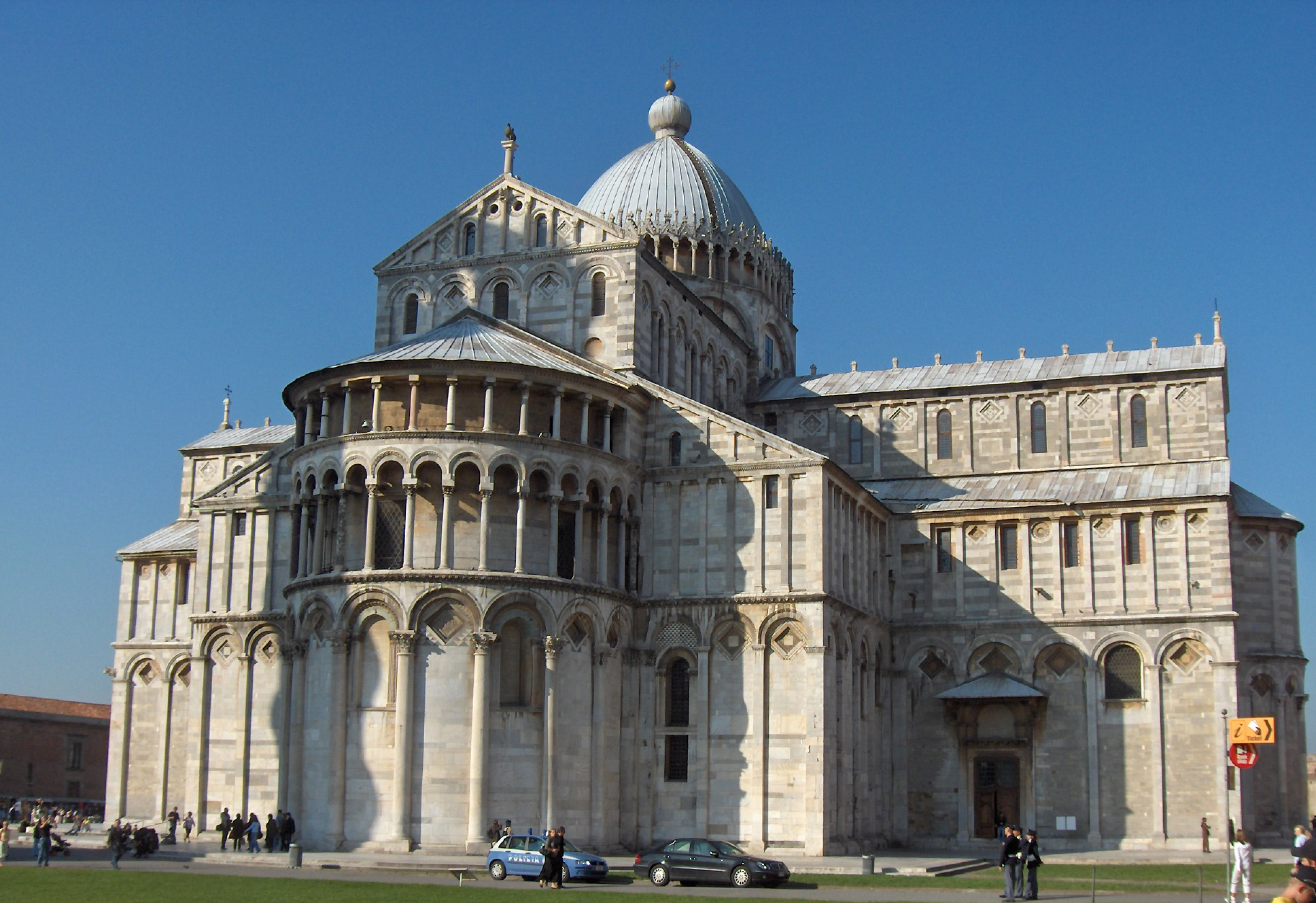
Extremo oriental de la catedral
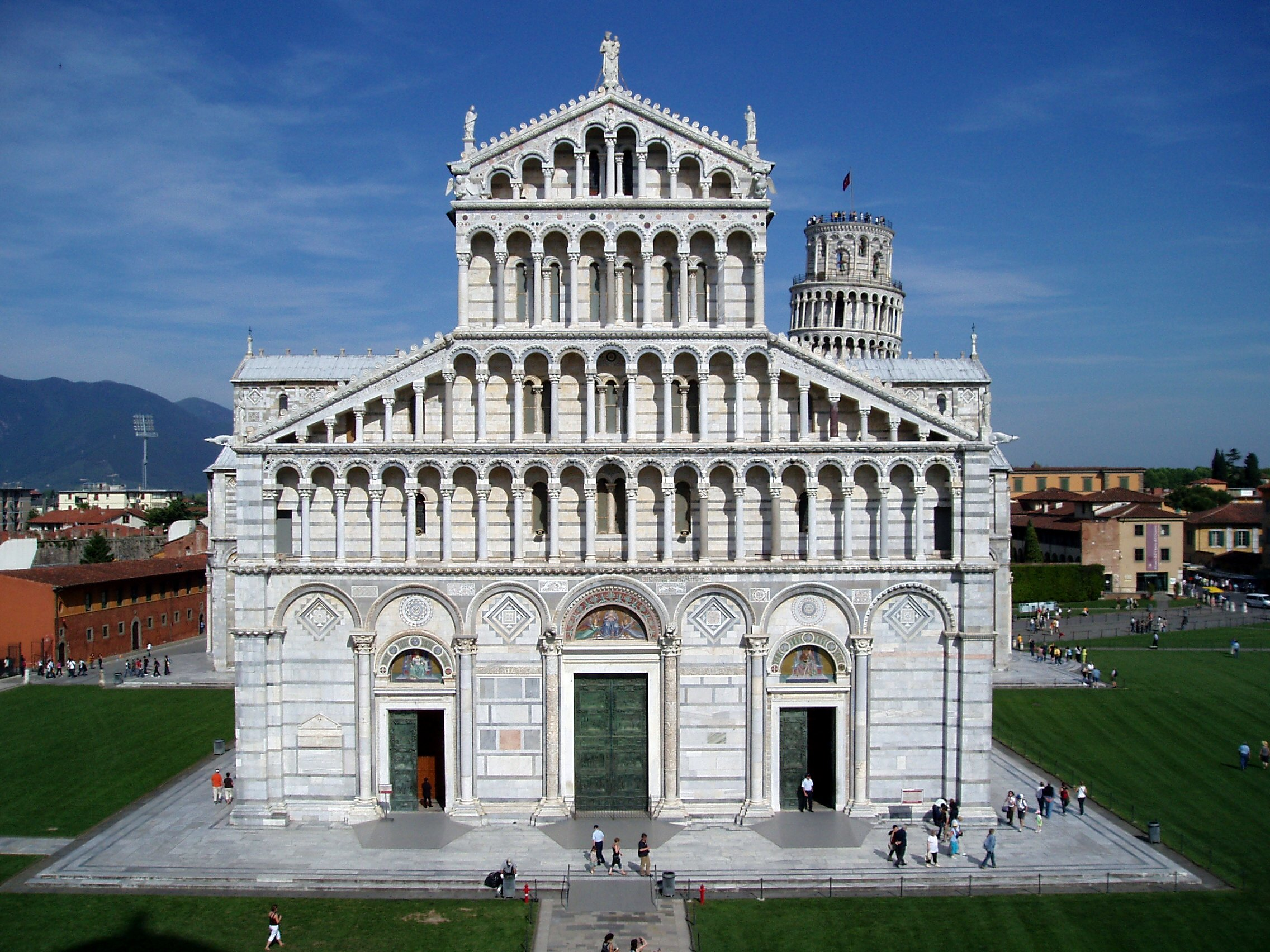
La fachada de la catedral ha dado origen  a la variante “pisana” del estilo románico
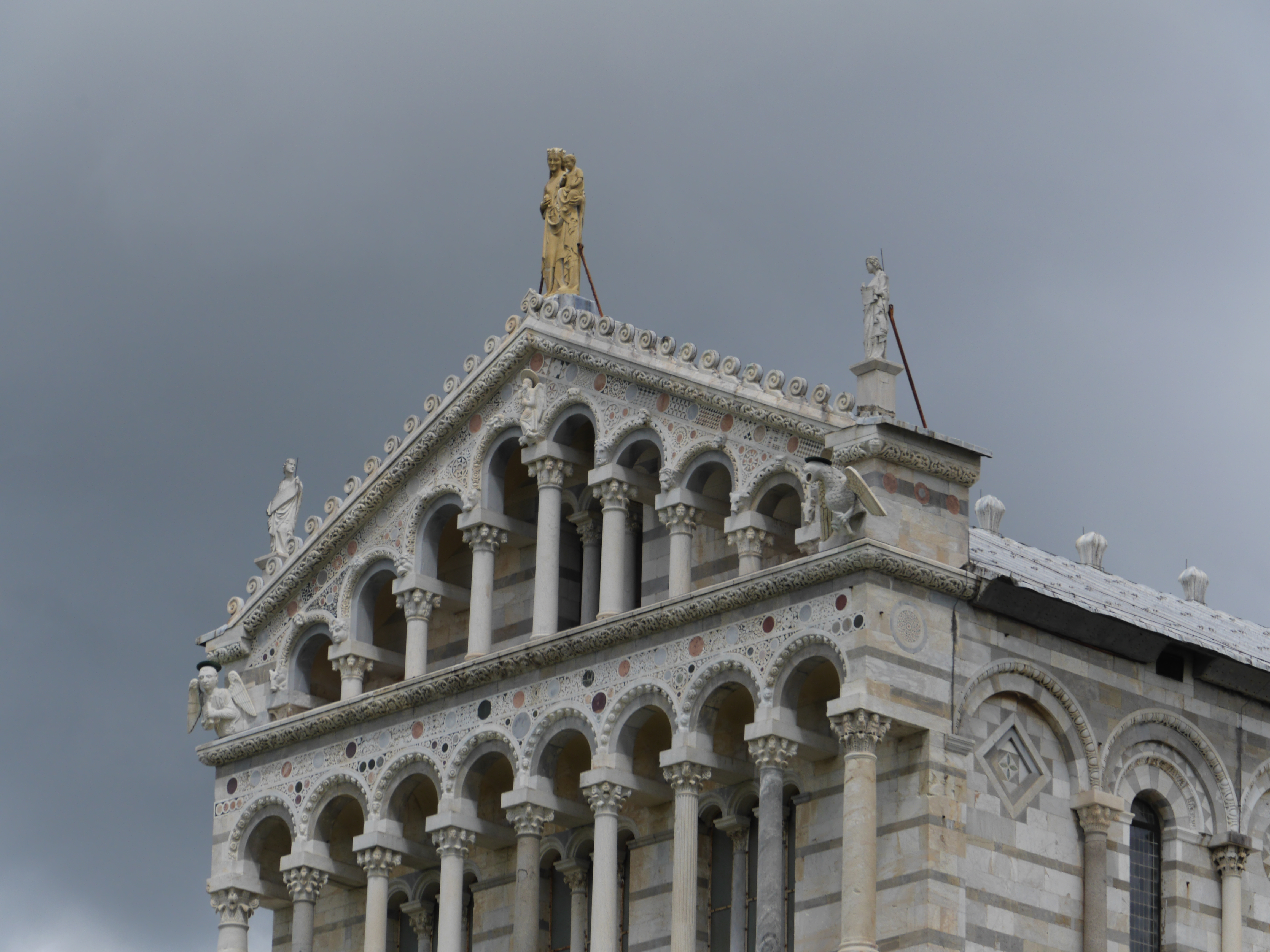
Detalle de la fachada de la catedral
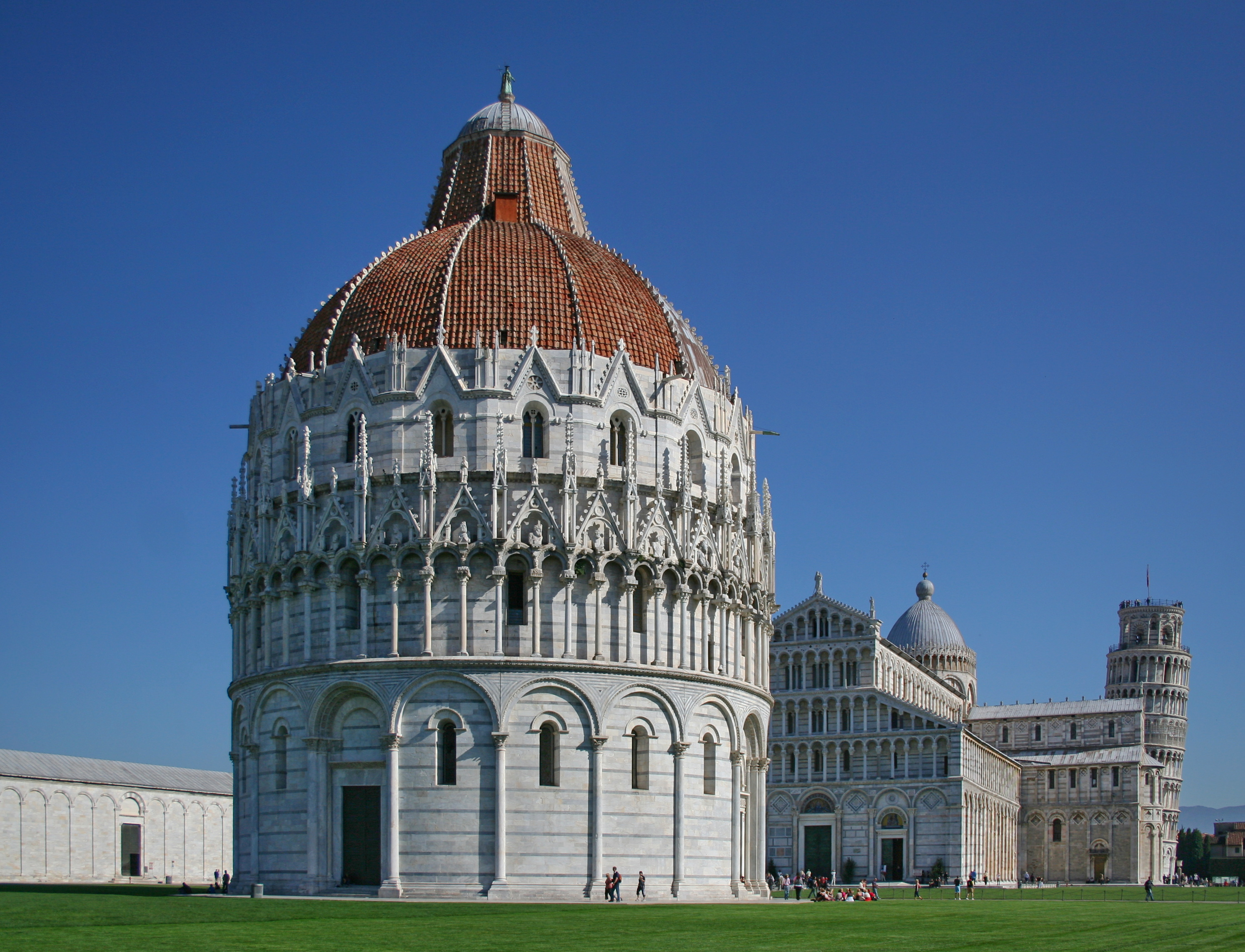
El baptisterio de Pisa con la catedral y la torre inclinada

### Interior

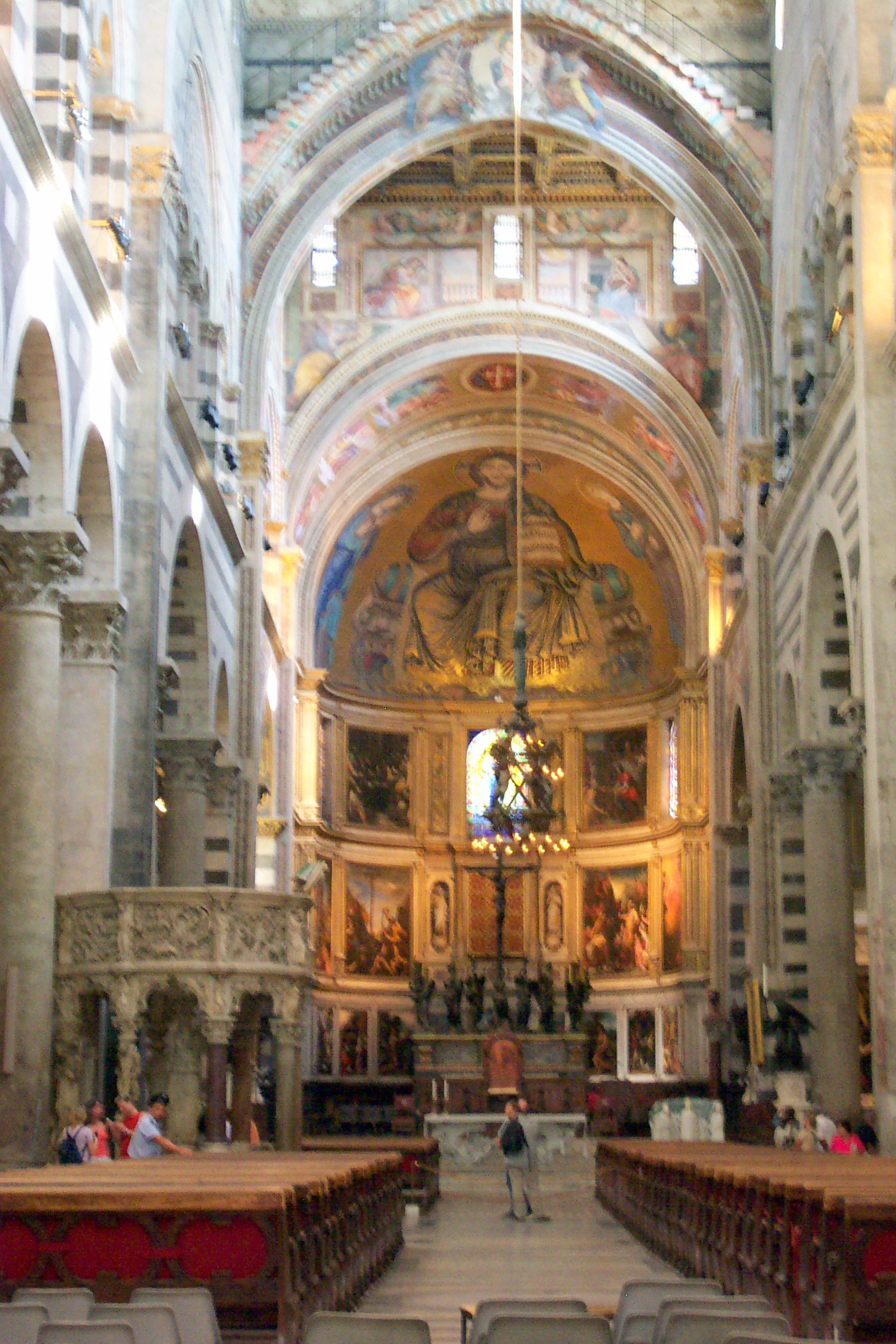
El interior.

El interior, subdividido en el frente en una nave central flanqueada por dos naves a cada lado y con el transepto y el ábside en tres naves, está revestido de mármoles blancos y negros, con columnas de mármol gris monolíticas, teniendo capiteles corintios. Tiene un techo a artesonados dorados del siglo XVII, en madera y pintado con pan de oro, por los florentinos Domenico y Bartolomeo Atticiati. No se sabe si el techo original fuera similar o de simples armaduras. El techo actual dorado muestra el escudo de los Médici.
El interior de la cúpula, que se alza en el punto de encuentro entre los transeptos y el cuerpo central, está decorada usando una rara técnica de pintura llamada encáustica y representa a la Virgen en la gloria y los santos de los pisanos Orazio y Girolamo Riminaldi (1627-1631). La restauración de la cúpula empezó en 2015 y se esperaba que estuviese concluida en 2018.
Las impresionantes columnas de granito en estilo corintio entre la nave y el ábside provienen de la mezquita de Palermo, botín de la batalla en la “Cala” de 1063, después de un exitoso ataque conjunto con los normandos sobre los musulmanes en aquella ciudad.
El gran mosaico del ábside con Cristo en majestad, rodeado por la Virgen y San Juan Evangelista es famoso por la cara de San Juan, pintado por el florentino Cimabue en 1302, que sobrevivió milagrosamente al incendio de 1595. Esta es la última obra pintada por Cimabue y la única obra suya sobre la que existe documentación certificada. Evoca los mosaicos de las iglesias bizantinas y normandas, como la de Cefalú y Monreale, en Sicilia. El mosaico, en gran medida realizado por Francesco da Pisa, fue terminada por Vincino da Pistoia con la Virgen en el lado izquierdo (1320).
Entre las obras medievales que escaparon al incendio de 1595 figuran el fresco La Virgen con el Niño del pisano Maestro de San Torpè en el arco triunfal, y bajo él el pavimento cosmatesco, realmente raro fuera del Lacio. Fue realizado con teselas de mármol usando temas geométricos en opus alexandrinum (mitad del siglo XII). Otros fragmentos de fresco del período medieval tardío han sobrevivido, entre los cuales está San Jerónimo en uno de los cuatro pilones centrales, así como San Juan Bautista, una crucifixión, y los santos Cosme y Damián sobre uno de los pilones cerca de la entrada, parcialmente ocultos por la entrada.

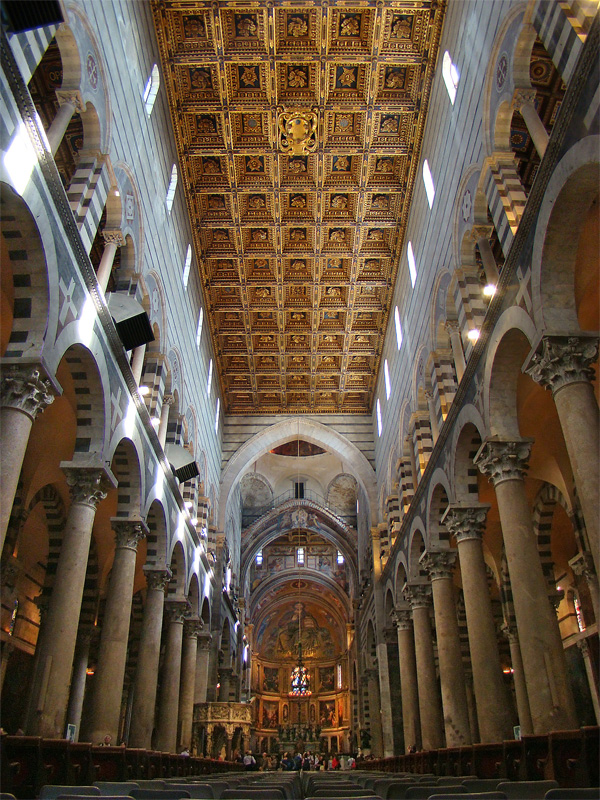
Interior
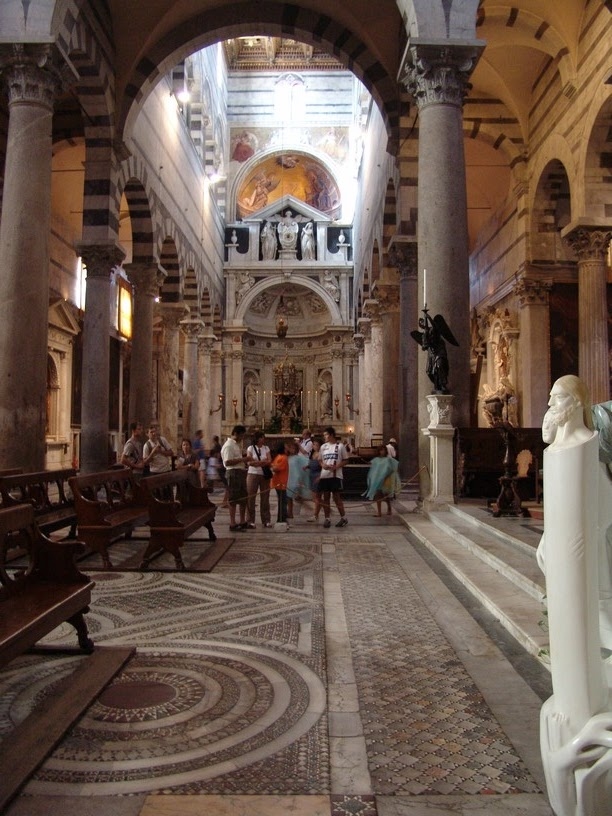
Capilla del Santísimo Sacramento
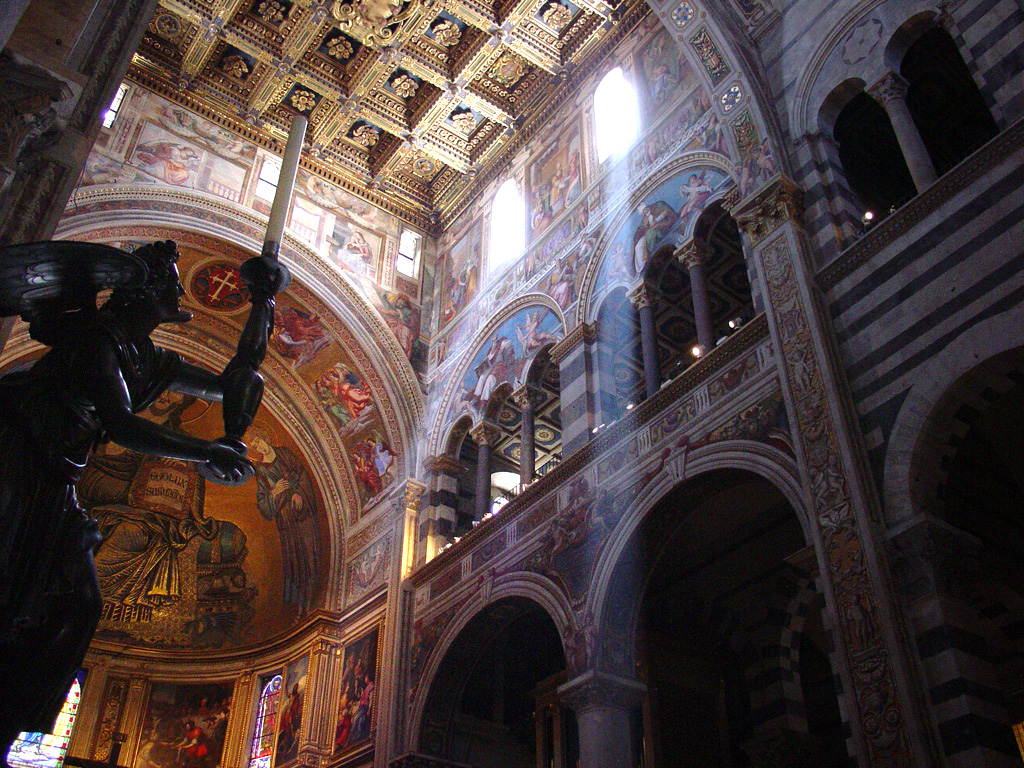
El techo con casetones, fresco del siglo XVI, un candelabro en forma de ángel, y San Juan por Cimabue (detalle de mosaico)
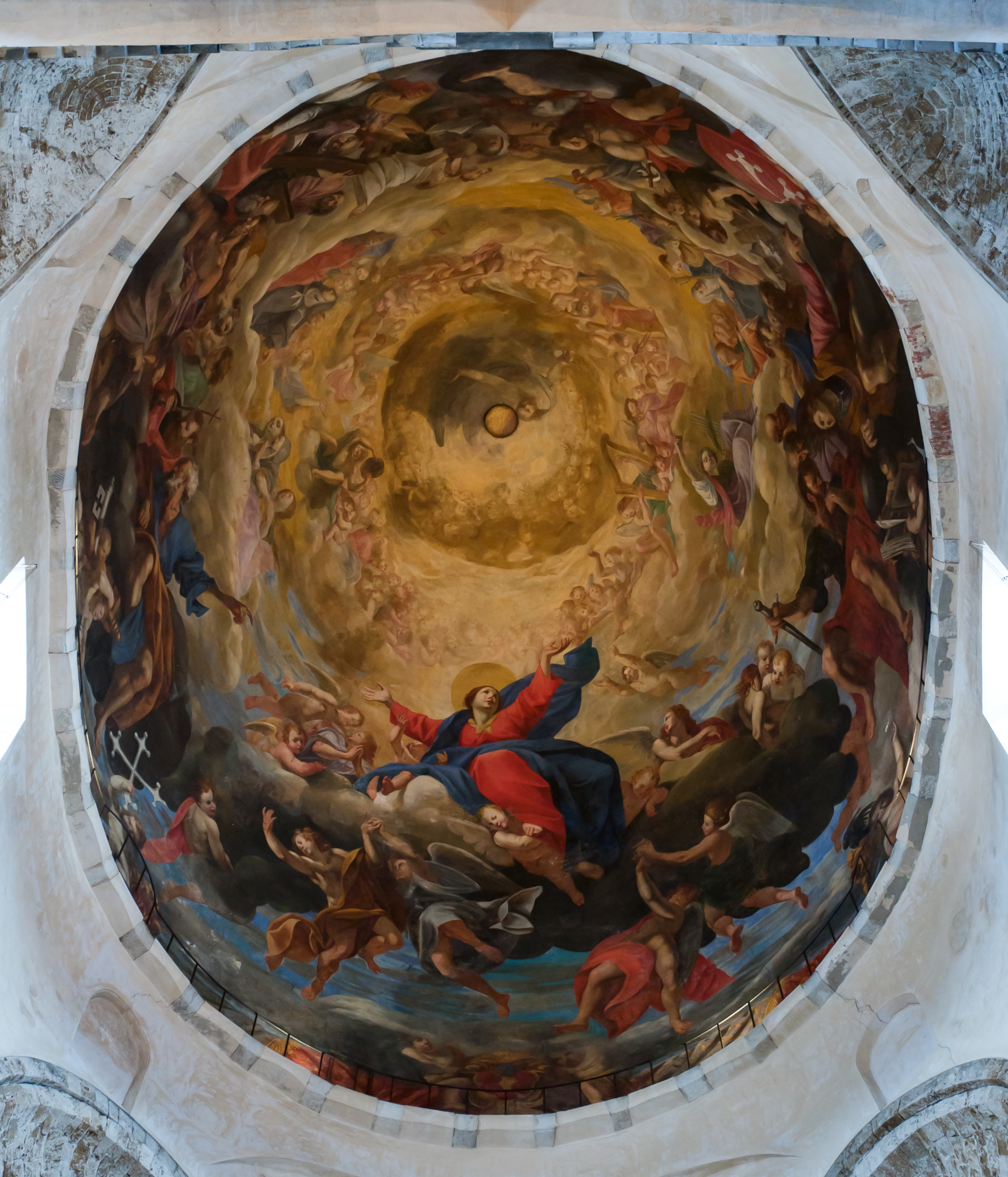
Pintura encáustica de la Asunción en la cúpula
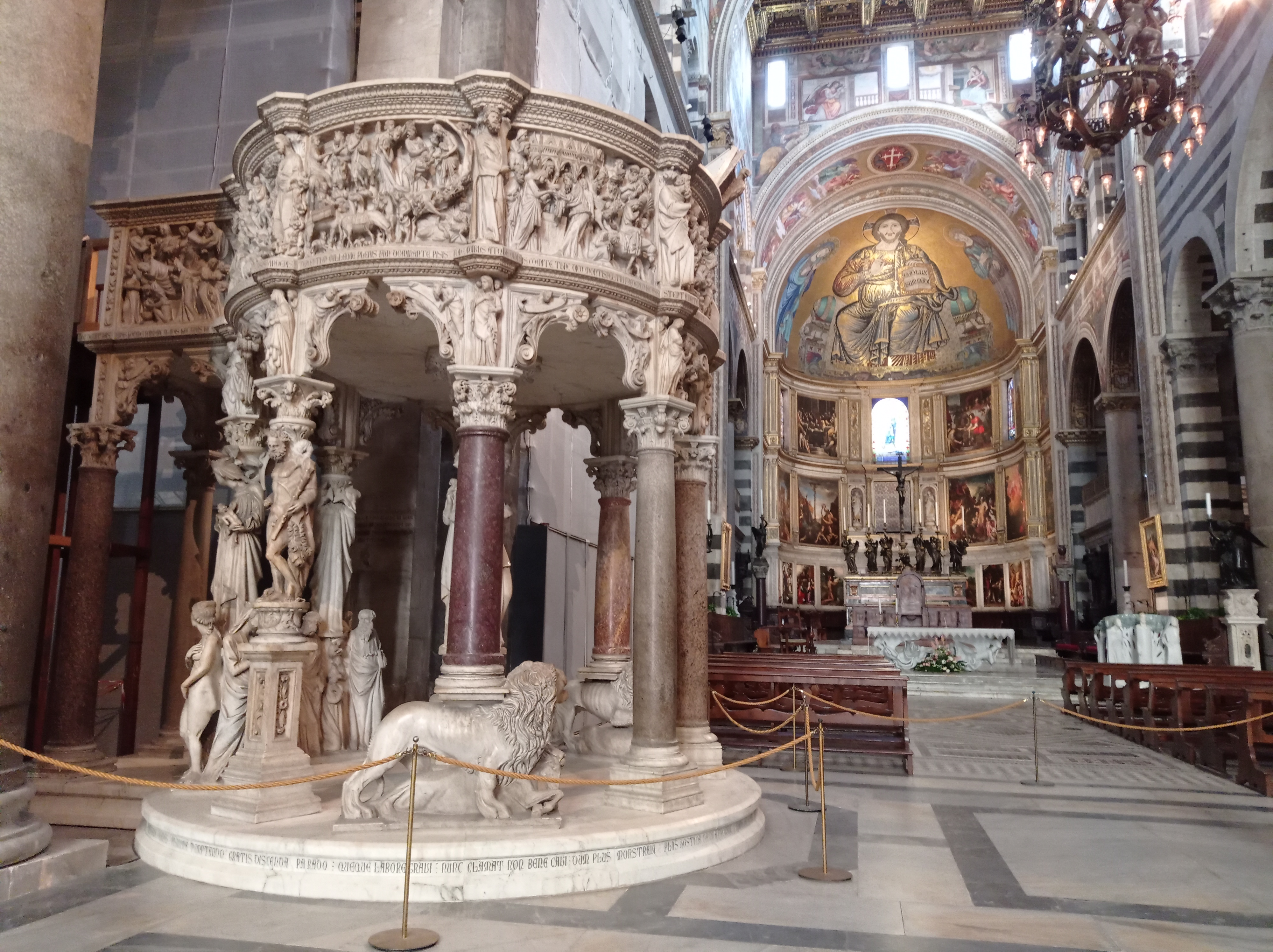
Púlpito y presbiterio

#### El púlpito

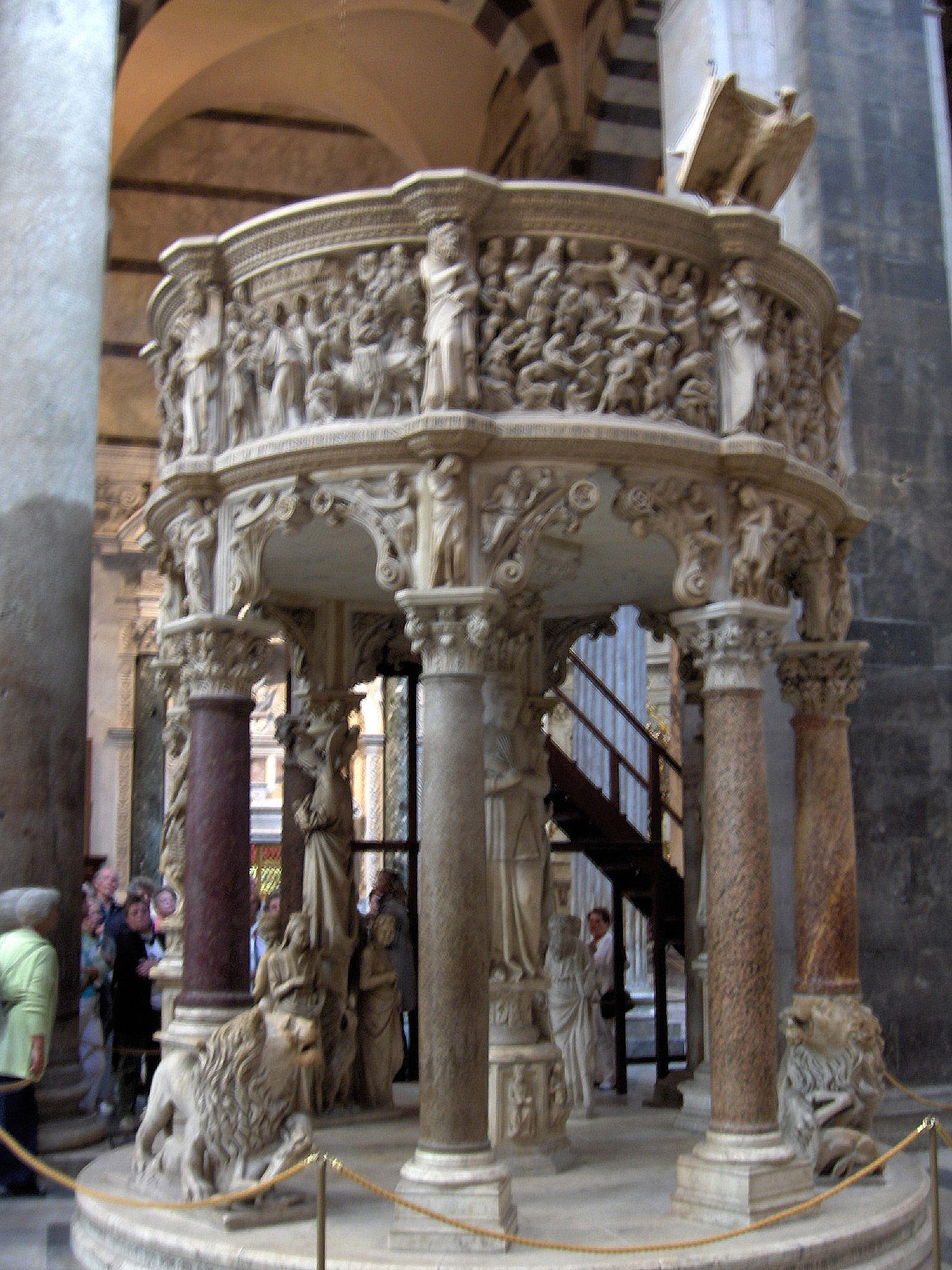
El púlpito de Giovanni Pisano

El púlpito, obra maestra esculpida por Giovanni Pisano entre 1302 y 1310, sobrevivió al incendio pero fue desmontado durante los trabajos de restauración y no fue repuesto hasta 1926. Con su estructura arquitectónica y la compleja decoración escultórea, la obra es una de las más vastas narraciones por imágenes del siglo XIII que refleja la renovación y el fervor religioso de la época. En las placas, ligeramente curvas, se han esculpido con un lenguaje expresivo los episodios de la Vida de Cristo. La estructura poligonal (exactamente como se ve en las obras análogas en el baptisterio de Pisa, en la catedral de Siena, y en la iglesia de san Andrés); pero este es el primer ejemplo en una obra de este tipo en que los paneles están ligeramente curvados, dando una idea de circularidad nueva en su género. Igualmente originales son
- La presencia de cariátides, figuras esculpidas en el lugar de simples columnas, que simbolizan las Virtudes.
- La adopción de ménsulas en lugar de arcos para sostener el piso alzado.
- El extraordinario sentido del movimiento, dado por las numerosas figuras que llenan cada espacio vacío.

Por estas cualidades unidas a la técnica narrativa de las nueve escenas es considerado como la obra maestra de Giovanni y de toda la escultura gótica italiana. Este púlpito sustituyó el precedente, realizado por Guglielmo (1157-1162) (púlpito del Maestro Guglielmo), que fue enviado a la Catedral de Cagliari, dependiente del arzobispo de Pisa.
Dado que no había documentación de cómo era el púlpito antes de ser desmantelado, fue reconstruido en una posición distinta de la original y, seguramente, con las partes en el mismo orden y orientación de como se había pensado. No se sabe si poseía o no una escalera de mármol.

#### Obras de arte
La iglesia conserva además las reliquias de San Rainiero, patrón de Pisa, y la fragmentaria tumba de Enrique VII, emperador del Sacro Imperio Romano Germánico, muerto en Buonconvento mientras asediaba infructuosamente Florencia. La tumba, también desmontada y recompuesta, fue esculpida por Tino di Camaino entre 1313 y 1315 y está en el transepto derecho, mientras que originalmente estaba en el centro del ábside, como signo de la fe gibelina de la ciudad. Sucesivamente trasladada otras veces por cuestiones políticas, fue separada en varias partes (unas dentro de la iglesia, otras en la fachada, otras en el camposanto monumental, y finalmente en el museo de la catedral).
Las 27 pinturas que revisten la tribuna detrás del altar mayor, que representan Episodios del Antiguo Testamento e Historias cristológicas, fueron realizadas entre el siglo XVI y XVII principalmente por artistas toscanos, entre los cuales están Andrea del Sarto (con tres obras: Santa Inés, Santas Catalina y Margarita y Santos Pedro y Juan el Bautista), El Sodoma y Domenico Beccafumi (Historias de Moisés y los Evangelistas).
Numerosos y preciados son los adornos sagrado del siglo XVII, entre los que sobresalen el crucifijo de bronce del altar mayor y los ángeles portacandelabros al extremo de la «transenna» de mármol, obra de Giambologna. Además está el ciborio de plata ideado por Giovanni Battista Foggini (1678-1686) en el altar de la capilla del Santísimo Sacramento. En los numerosos altares laterales se encuentran pinturas del siglo XVI y XVII elaboradas por pintores prestigiosos. Entre estas obras están Nuestra Señora de las Gracias con santos, del manierista florentino Andrea del Sarto y la Virgen entronizada con santos, en el transepto derecho, por Perin del Vaga, un alumno de Rafael Sanzio, ambas terminadas por Giovanni Antonio Sogliani. En el estilo barroco están: la Disputa del Sacramento del pintor sienés Francesco Vanni, y la Cruz con santos por el genovés Giovanni Battista Paggi. Particularmente venerada es la imagen de la Virgen con el Niño (del siglo XIII), llamada Madonna di sotto gli organi, atribuida a Berlinghiero Berlinghieri de Volterra.
El edificio, como el campanario, está hundido perceptiblemente en el suelo, y se pueden ver con facilidad algunos desequilibrios en la construcción. Por ejemplo, la diferencia en el nivel del suelo de la nave original de Buscheto y los tramos que fueron añadidos más tarde por Rainaldo.

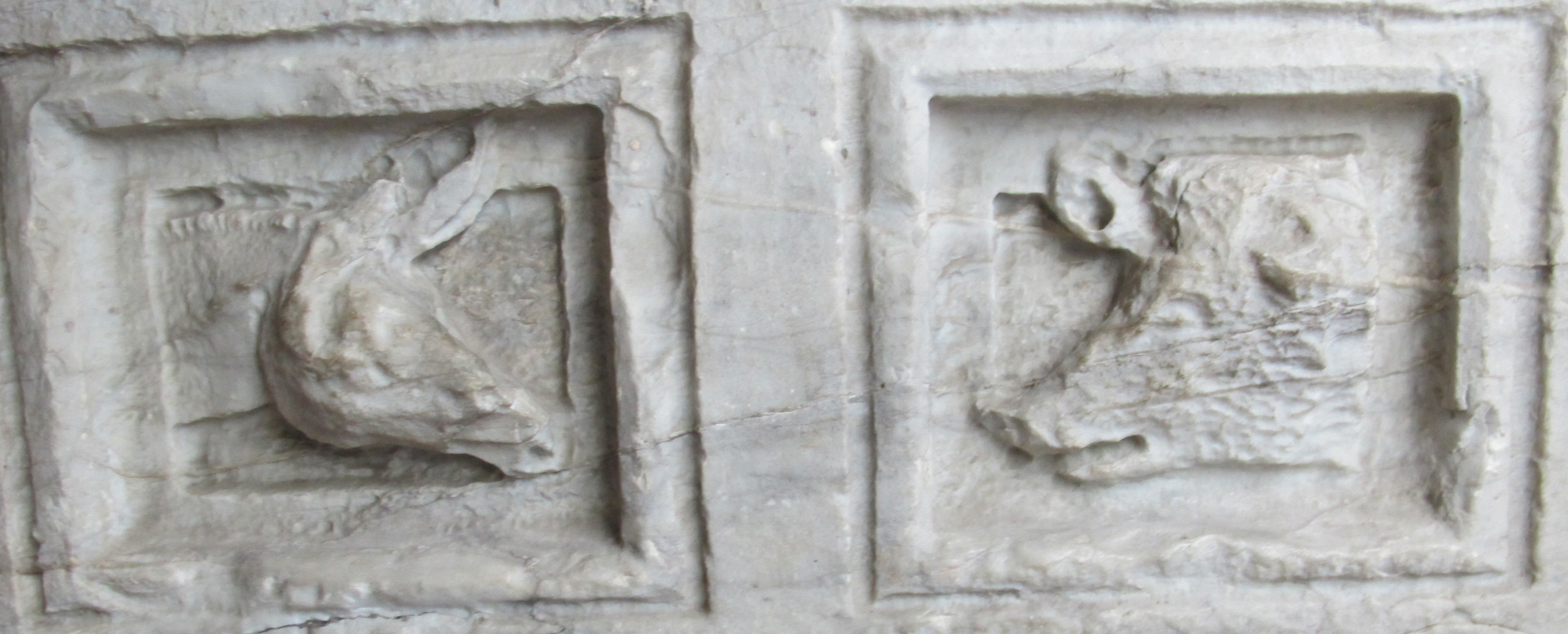
Uno de los paneles de mármol originales del gràdule, ahora en el museo de la catedral.

Los «graduales» originales de la catedral, obra de Giovanni Pisano de fines del siglo XIII fueron sustituidas en 1865 por el actual parvis. Estos paneles de mármol, decorados con caras y figuras de animales talladas, fueron usadas para crear un muro bajo que fue colocado cerca del perímetro exterior de la catedral y que crearon un recinto que proporcionaba espacio para los numerosos sarcófagos del período romano. En la Edad Media, estos paneles fueron reutilizados para enterramiento de nobles (entre ellos Beatriz de Bar) y otras personas bien conocidas. Algunos fragmentos son aún visibles en el museo de la catedral, mientras que los sarcófagos fueron todos trasladados al interior de la valle del Camposanto.

### Órganos
Dentro de la catedral se encuentra el órgano Serassi, construido entre 1831-1835, así como un órgano elaborado en 1977 por la compañía Mascioni de Cuvio.

## Principales artistas que trabajaron en la catedral
- Buscheto (arquitecto)
- Rainaldo (fachada)
- Guglielmo (púlpito original y decoración de mármol)

Los tres artistas enumerados arriba están enterrados en la catedral.
- Cimabue (mosaico en el ábside)
- Tino di Camaino (monumento funeral de Enrique VII)
- Bonanno Pisano (puertas de bronce originales)
- Giambologna y su escuela (puertas de bronce de la fachada)
- Giovanni Pisano (púlpito)
- Nicola Pisano y Giovanni Pisano (corona alrededor de la cúpula)
- Pietro Tacca (crucifijo y candelabros con ángel)
- Andrea del Sarto (varias pinturas)
- Il Sodoma (varias pinturas)
- Giovanni Battista Tempesti (varias pinturas)
- Maestro Biduino (decoración de mármol)
- Giuliano Vangi (púlpito y altar mayor)
- Orazio Riminaldi y Girolamo Riminaldi (fresco en la cúpula)
- Vincenzo Possenti (candelabro)

## Para saber más

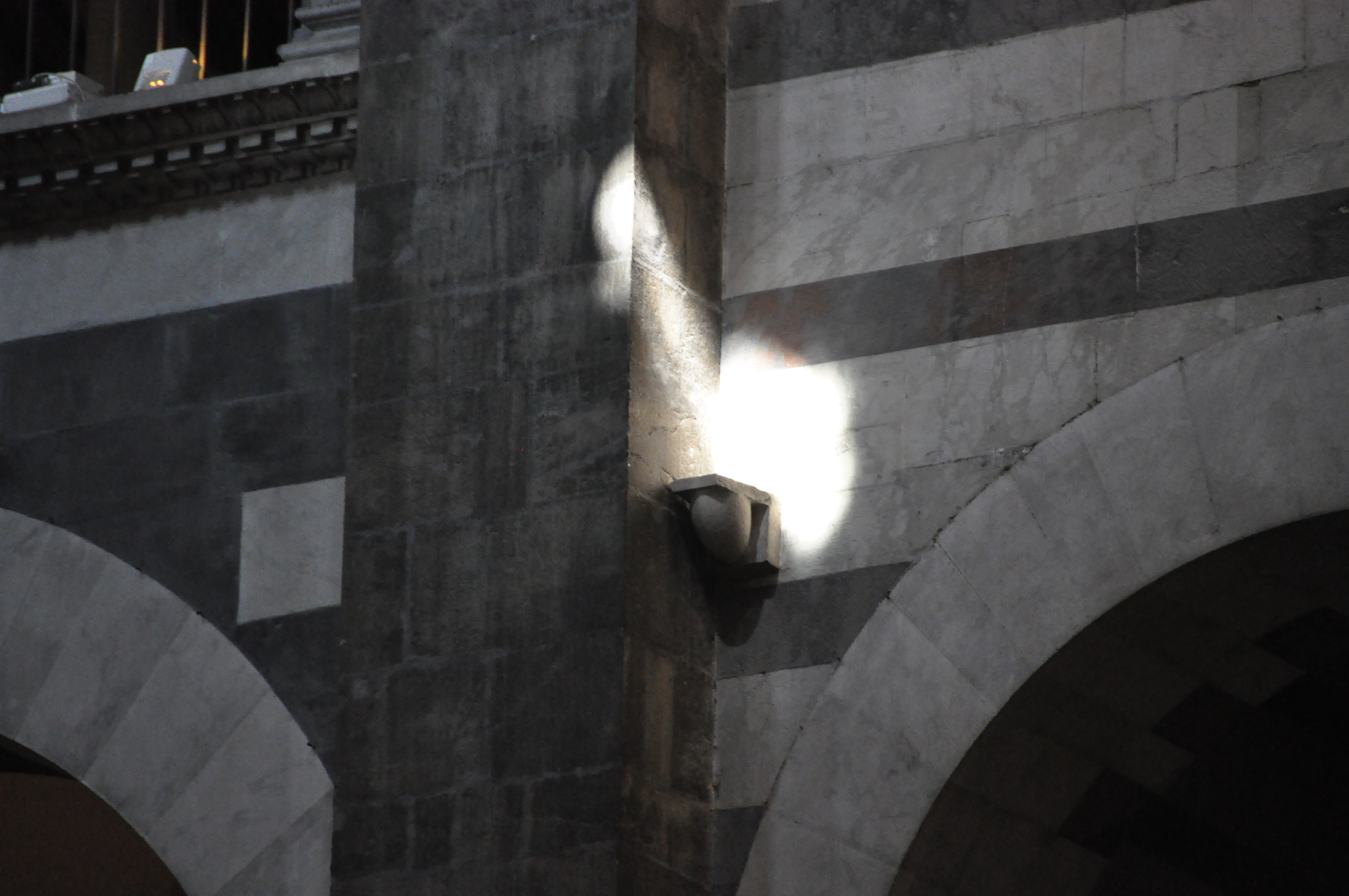
El rayo de luz en la Fiesta de la Anunciación

- Al final del siglo X Pisa estableció el 25 de marzo como el comienzo de su año nuevo. Esta fecha fue considerada muy importante porque es tato la Fiesta de la Anunciación (que ocurría nueve meses antes del nacimiento de Cristo el 25 de diciembre) y queda muy próximo al equinoccio de primavera. Para marcar el comienzo del año nuevo pisano se diseñó un sistema en la catedral, donde un rayo de luz brilla a través de una ventana redonda en el lado sur de la nave y, precisamente al mediodía del 25 de marzo, cae en el mismo punto cada año: en lo alto de una balda fijada a un pilón en el lado opuesto de la iglesia. Esta balda queda sobre un huevo de mármol, un símbolo de nacimiento y vida nueva. En 1750 el primer día del año nuevo se cambió oficialmente al 1.º de enero, pero este acontecimiento aún se celebra cada año acompañado por solemnes celebraciones religiosas y cívicas.[8]
- La lámpara en el centro de la nave se llama lámpara de Galileo, porque una leyenda dice que el gran científico formuló su teoría de isocronismo del péndulo mientras miraba las oscilaciones desde el tejado de la nave. La original, sin embargo, menor y muy diferente de ésta, se encuentra hoy en el Camposanto.

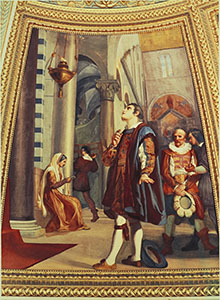
Galileo observando la lámpara
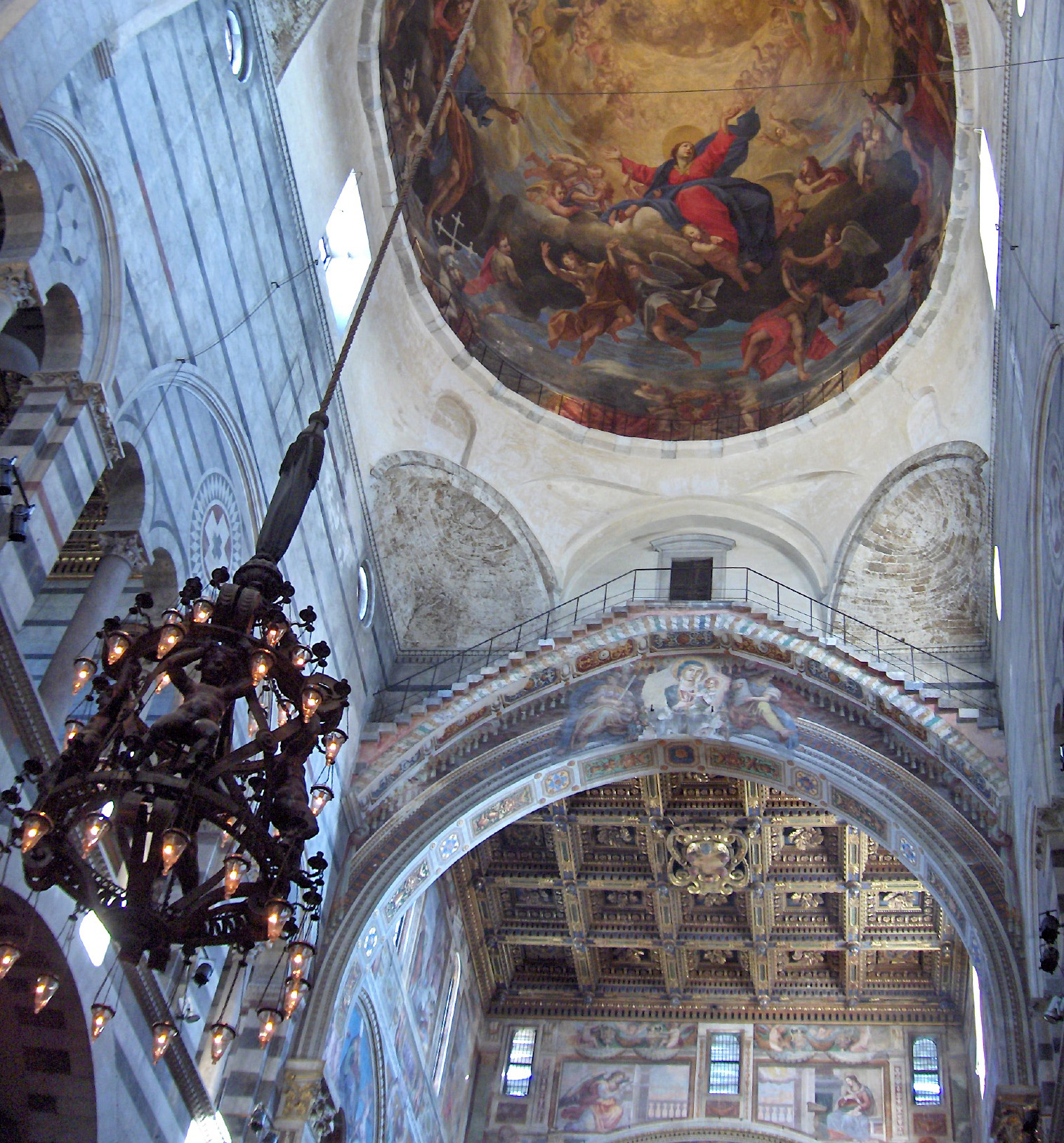
La llamada Lámpara de Galileo y la cúpula
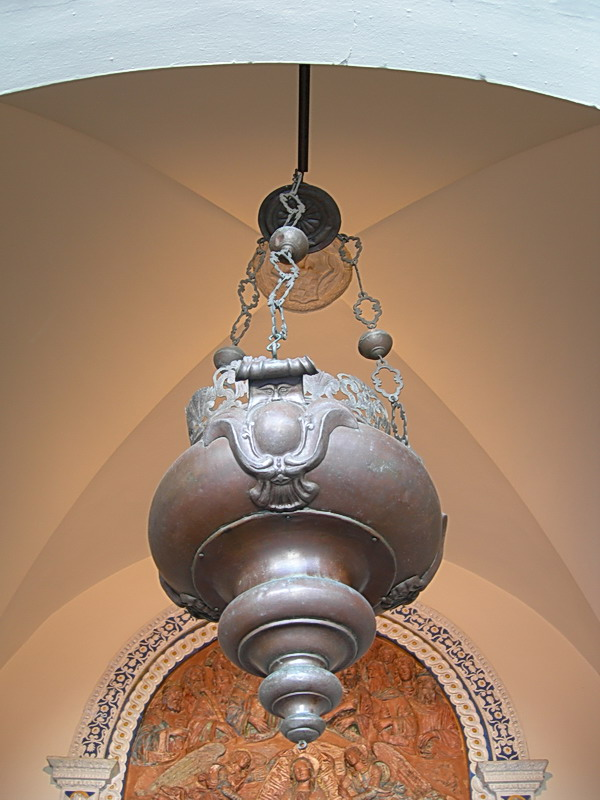
La lámpara original vista por Galileo
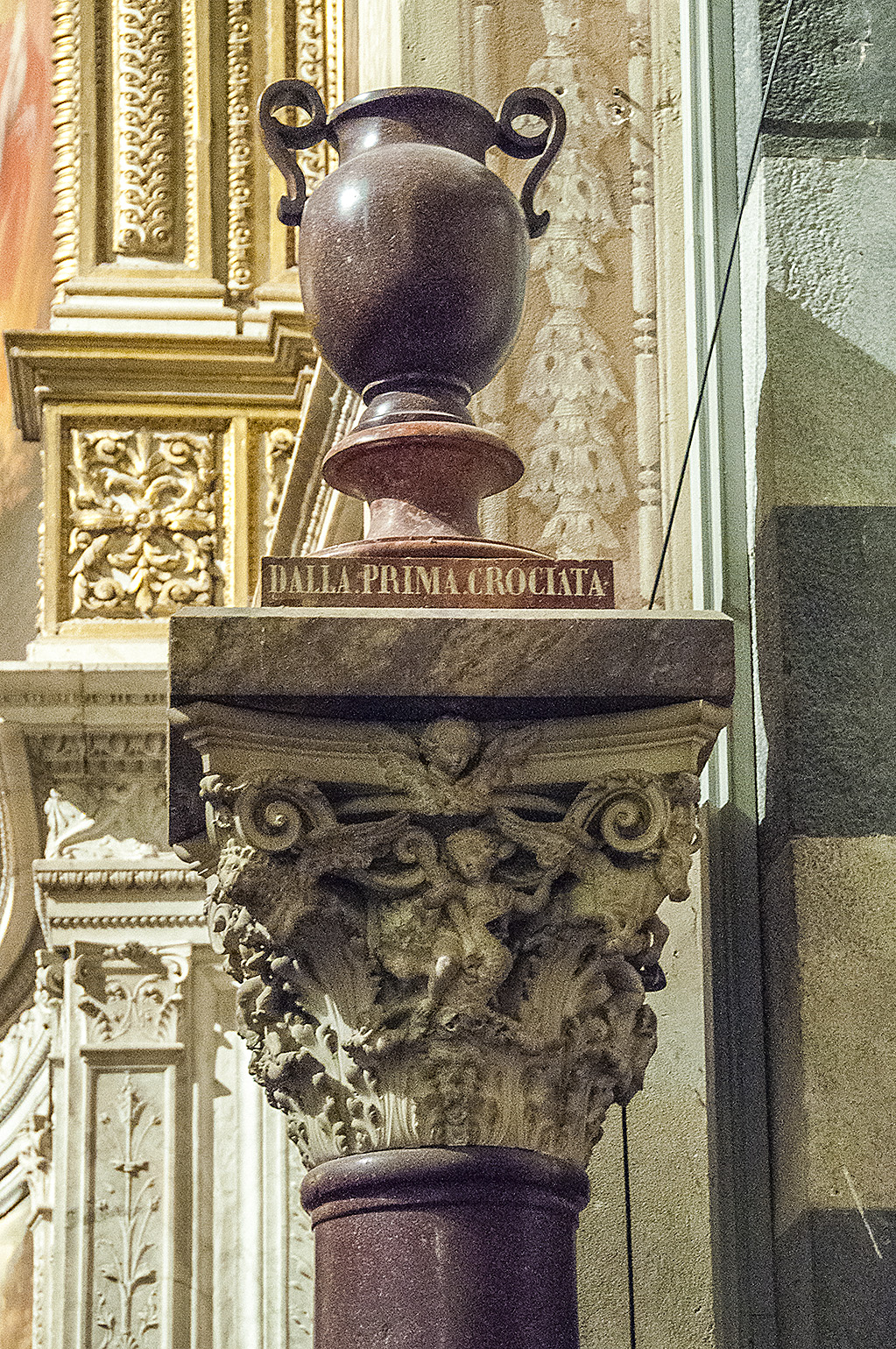
El ánfora que se dice que procede de la fiesta de bodas de Caná.

- En el lado septentrional, al lado izquierdo de la fachada en frente del Camposanto a alrededor del nivel del ojo, hay una pieza original de mármol romano (como atestigua su decoración que aún puede verse en parte), en la que hay una serie de pequeñas marcas negras. Dice la leyenda que estas marcas fueron dejadas por el demonio cuando trepó a la cúpula, intentando detener su construcción, de manera que se refieren a ellos como las raspaduras del demonio. (La leyenda también dice que por resentimiento el número de raspaduras siempre cambia cuando se las cuenta.)
- Dice la leyenda que el ánfora colocada sobre una pequeña columna en el lado derecho del ábside fue usada por Cristo en las bodas de Caná cuando transformó el agua en vino.

## La catedral como panteón funerario
- El papa Gregorio VIII está enterrado en la catedral.

## Otras imágenes

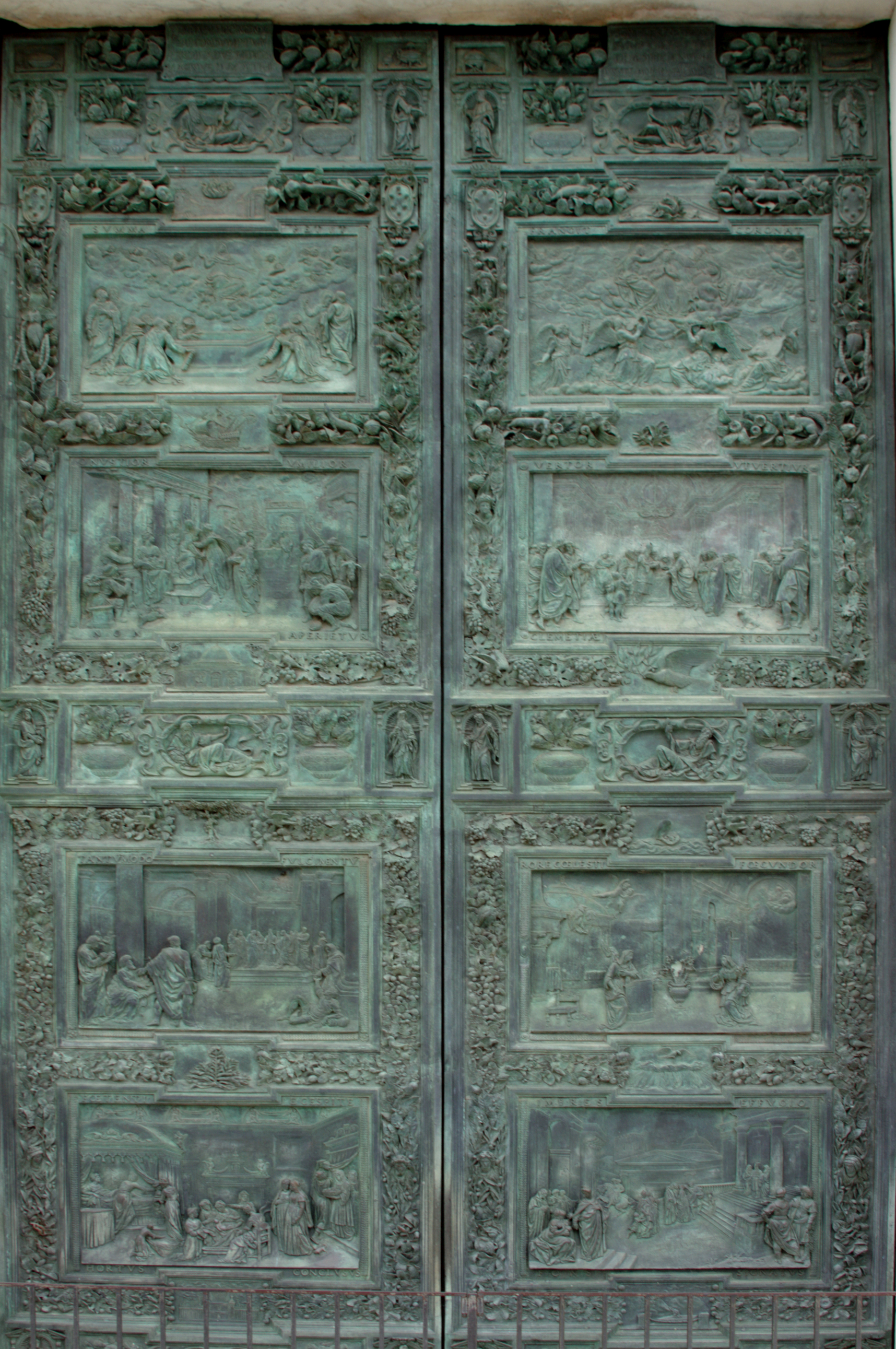
La puerta central de la Catedral
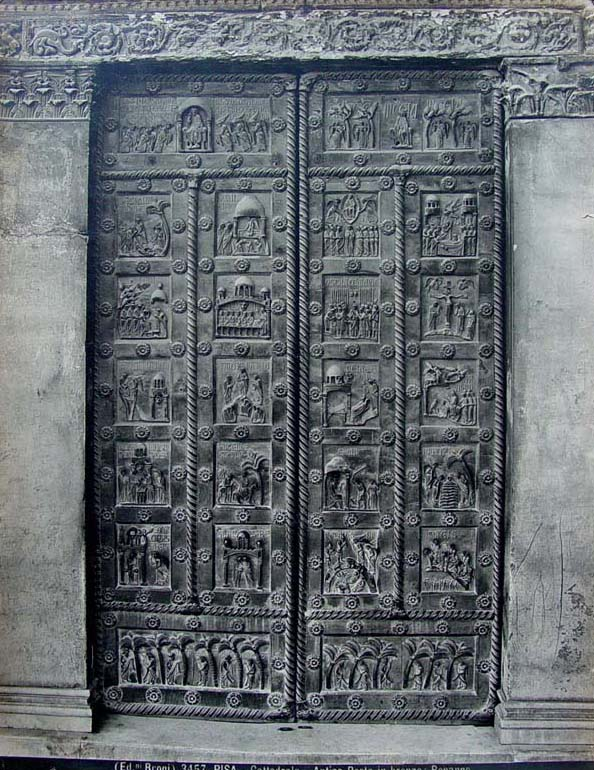
Puerta de san Rainiero
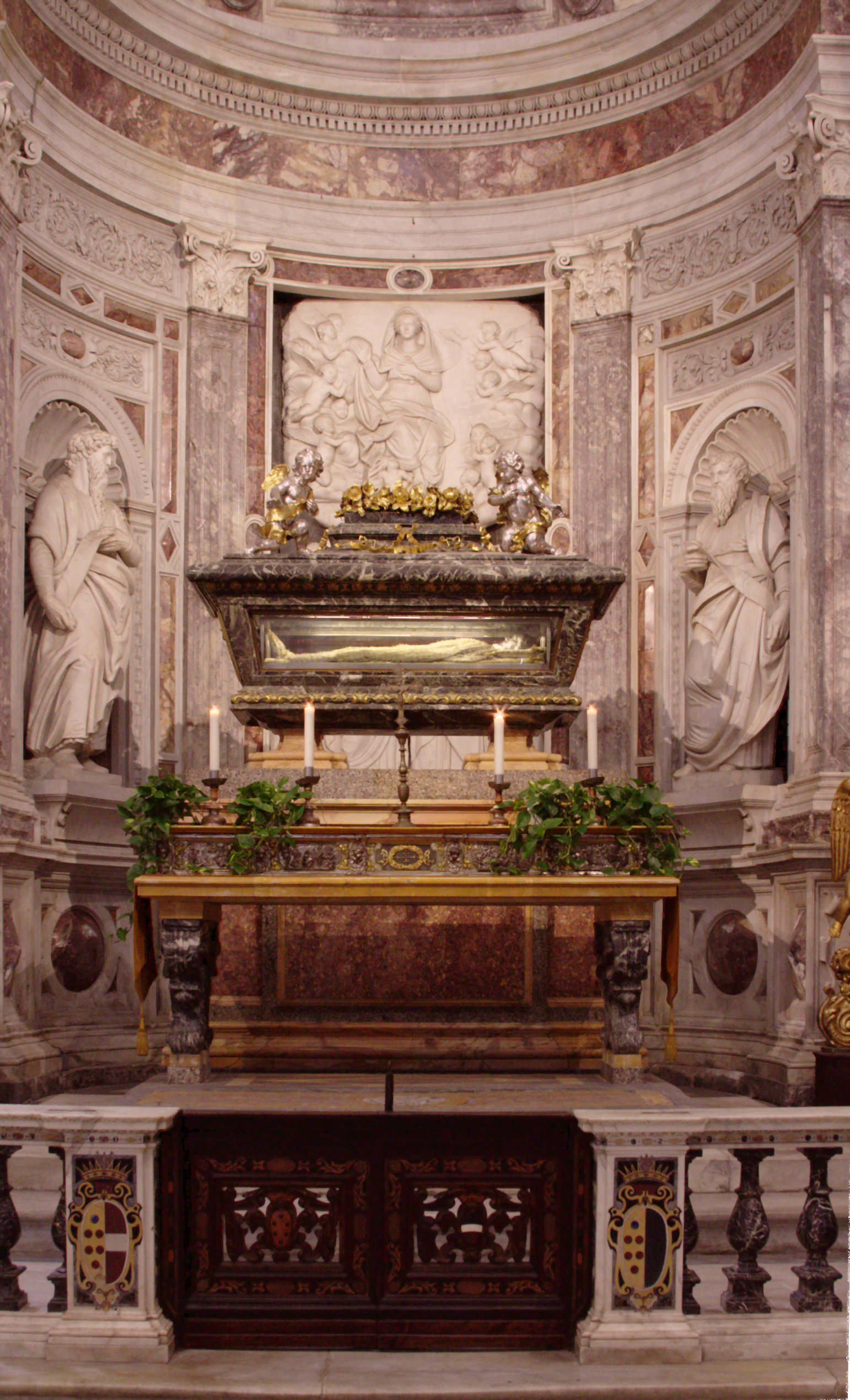
Altar de la tumba de San Rainiero, santo patrón de Pisa
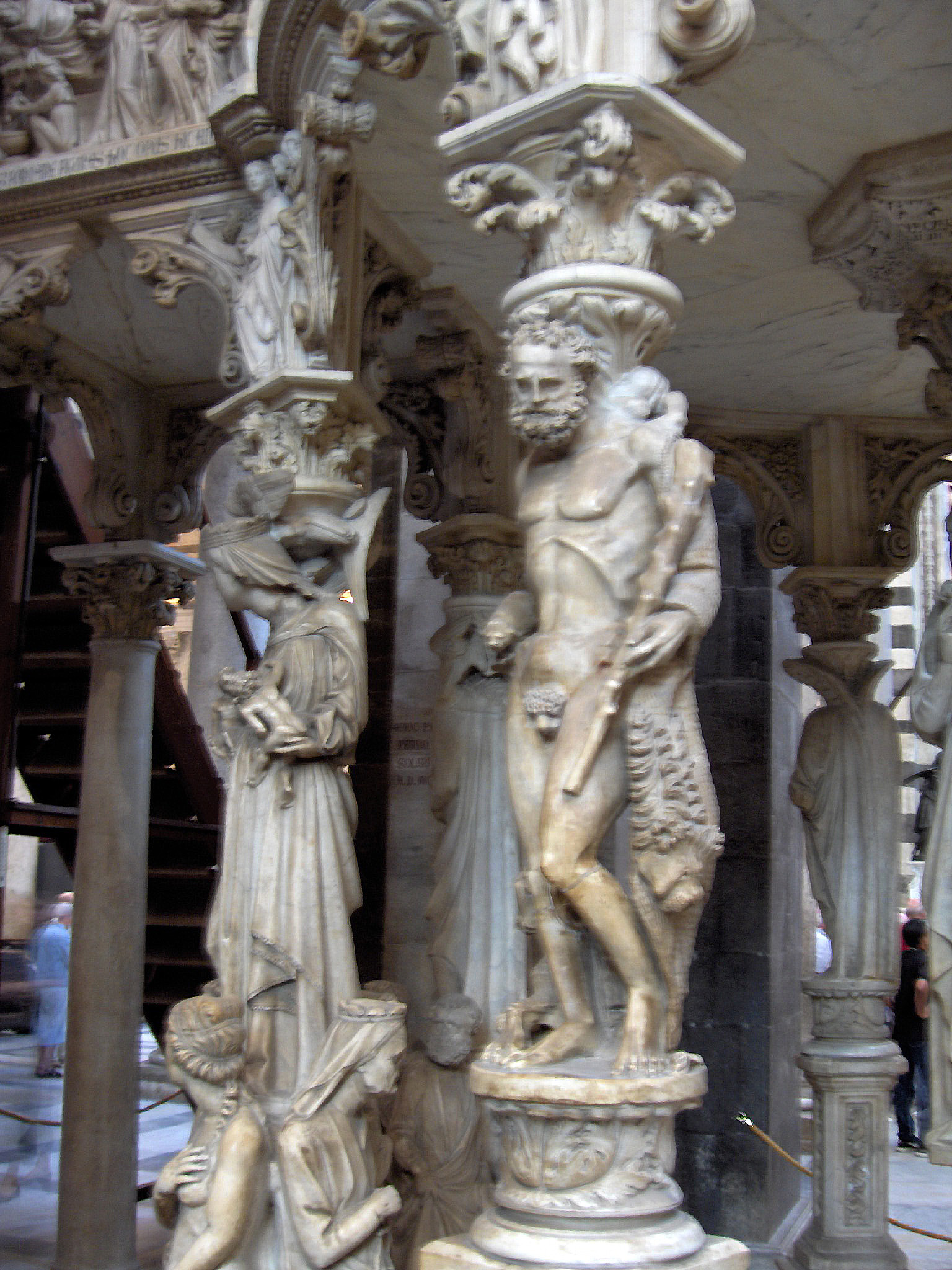
Detalle del púlpito, Hércules, una rara representación medieval de un desnudo
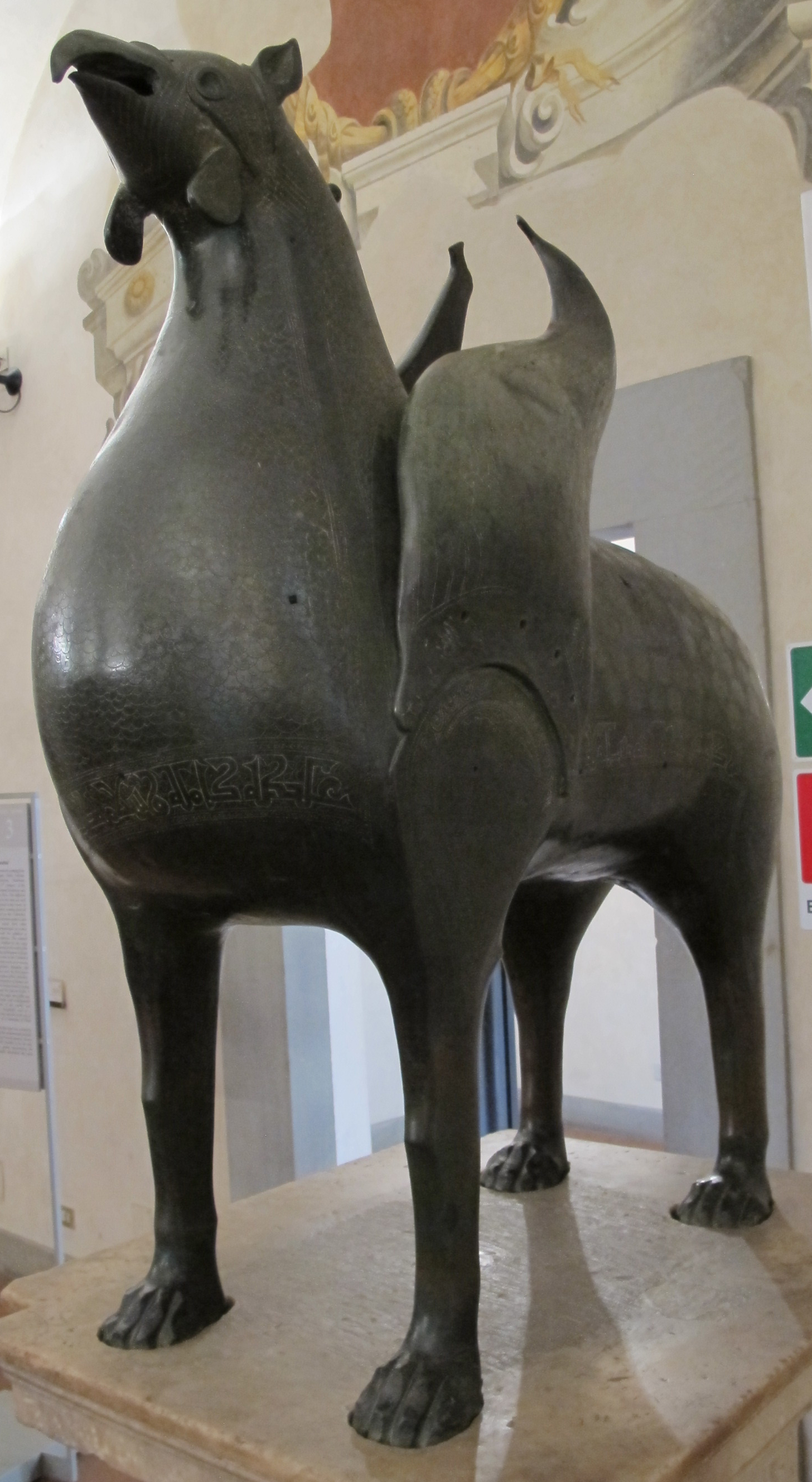
El grifo de bronce en el museo de la catedral
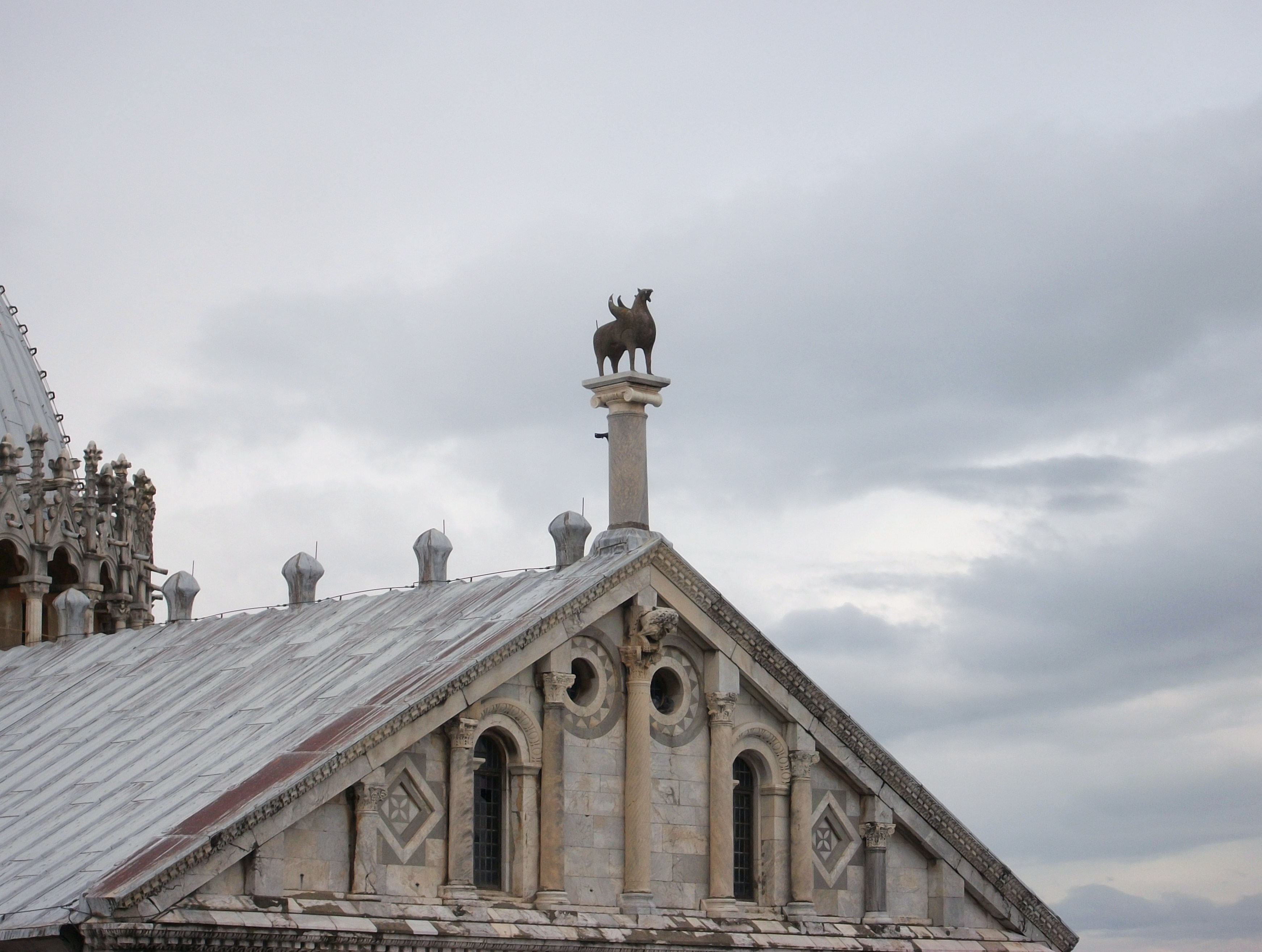
Una copia del grifo de bronce en el tejado de la catedral
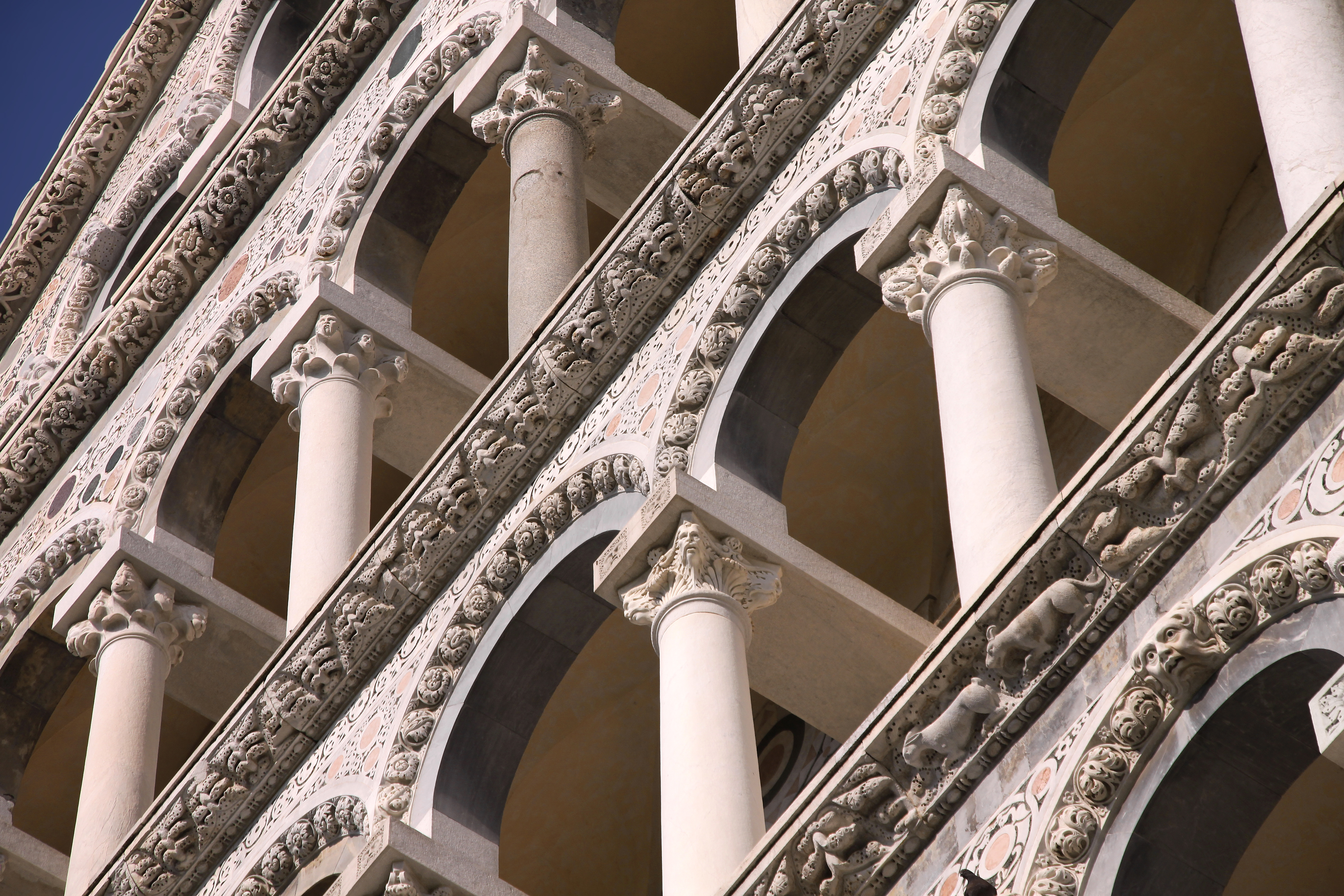
El exterior